# The Lair
The Lair è una serie televisiva statunitense vampiresca a tematica gay, trasmessa dal canale televisivo here!.
La serie, tuttora inedita in Italia, ha trasmesso i primi due episodi nel giugno 2007. Della serie sono state realizzate tre stagioni per un totale di 28 episodi. La serie ha molti punti di contatto con Dante's Cove, altra serie analoga trasmessa da here!, di cui può considersi uno spin-off.
Del cast fa parte anche l'ex pornodivo Colton Ford, nel ruolo dello sceriffo Trout, dalla seconda stagione è entrato nel cast il pornoattore Johnny Hazzard, accreditato con il suo vero nome Frankie Valenti.

## Personaggi e interpreti

### Principali
- Peter Stickles - Damian Courtenay (stagioni 1-3)
- David Moretti - Thom Etherton (stagioni 1-3)
- Dylan Vox - Colin (stagioni 1-3)
- Colton Ford - Sceriffo Trout (stagioni 1-3)
- Brian Nolan - Frankie (stagioni 1-3)
- Beverly Lynne - Laura (stagioni 1-2)
- Jesse Cutlip - Jonathan (stagione 1)
- Frankie Valenti - Tim (stagione 2-3)
- Matty Ferraro - Ian (stagione 2)
- Steven Hirschi Athan (stagione 3)

### Secondari
- Bobby Rice - Richie
- Grant Landry - Gary
- Bryan Pisano - agente Miller
- Vince Harrington - Matty
- Sybil Danning - Frau Von Hess
- Evan Stone - Jimmy
- Zak Spears - barista

### Guest stars
- Dean Phoenix, Tyler Saint, Ron Jeremy, Josh West, Steve Cruz, Sharon Kane, Barrett Long e Reese Rideout.